# Landers
Landers è una comunità non incorporata degli Stati Uniti d'America, situata nella Contea di San Bernardino dello stato della California.

## Geografia fisica

Landers è nota come "La città dalle mille viste" (The Land of a Thousand Vistas).

Landers si trova nella Homestead Valley, nella parte sudorientale del deserto del Mojave, a circa 940 m (3 084 ft) sopra il livello del mare.
Landers, che si trova 14 miglia a nord della Yucca Valley, confina a sudest con la città di Joshua Tree, con Johnson Valley a nord e con Pioneertown a sudovest. La California State Route 247, chiamata "Old Woman Springs Road" nella zona, attraversa Landers, partendo dalla Yucca Valley dirigendosi a nord verso Barstow.

### Giant Rock
Vicino a Landers, a nord, si trova la Giant Rock, una roccia con una superficie di 5 800 ft² (538,84 m²), reputata essere il più grande masso solitario del mondo. Era un elemento sacro per i nativi della regione ed era il luogo dove si riunivano annualmente le tribù del nord e quelle del sud.
Tra gli anni cinquanta e settanta del '900, era un punto di raduno per l'annuale Spacecraft Conventions of UFO enthusiasts. Nella zona, tra il 1957 e il 1959, George Van Tassel ha fatto costruire l'Integratron, una struttura a forma di cupola in cui, sosteneva Van Tassel, fosse possibile ringiovanire, sperimentare l'anti gravità e i viaggi temporali.

## Storia

### Il terremoto di Landers
Il 28 giugno 1992 l'area fu l'epicentro di quello che divenne noto come "Terremoto di Landers", un terremoto di magnitudo 7,3.